# ماله ژرنوسکی
ماله ژرنوسکی (به چکی: Malé Žernoseky) یک منطقهٔ مسکونی در جمهوری چک است که در ناحیه لیتومیریتسه واقع شده‌است. ماله ژرنوسکی ۳٫۳۱ کیلومتر مربع مساحت و ۷۰۱ نفر جمعیت دارد و ۱۵۹ متر بالاتر از سطح دریا واقع شده‌است.